# Ragne Wiklund
Ragne Wiklund (Oslo, 9 mei 2000) is een Noors langebaanschaatsster en oriëntatieloopster. Wiklund is lid van de schaatsclub Aktiv Skøyteklubb. Ze werd op de WK 2021 wereldkampioene op de 1500 meter.

## Biografie
In 2017 was Wiklund nationaal juniorenkampioen sprint, en in 2017 en 2018 nationaal juniorenkampioen allround. In het seizoen 2018/19 nam ze deel aan de EK allround waar ze als elfde eindigde. Bij de WK voor junioren werd ze wereldkampioene op de 3000 meter en behaalde ze brons op de 1500 meter, in het allroundtoernooi en de teamsprint.
Wiklund won op de wereldkampioenschappen schaatsen afstanden 2021 goud op de 1500 meter en werd vierde op de 3000 meter. Sindsdien traint Wiklund samen met Sofie Karoline Haugen, Marte Furnée, Isabelle van Elst en Sanne in 't Hof. In 2022 brak ze in de voorbereidingen op de Olympische Winterspelen haar sleutelbeen. Op 11 november 2022 won Wiklund de eerste wereldbekerwedstrijd in Stavanger op de 3000 meter in 4.03,11, voor Irene Schouten en Isabelle Weidemann. Op 8 januari 2023 eindigde Wiklund op het EK allround in Hamar als tweede achter Antoinette Rijpma-de Jong wat de beste prestatie ooit is voor Noorwegen bij de dames.

## Persoonlijk
Wiklund studeert Environmental Physics, een studie gericht op natuurkunde met nadruk op hernieuwbare energiebronnen.

## Persoonlijke records[4]
| Afstand    | Tijd    | Datum            | Baan           |
| ---------- | ------- | ---------------- | -------------- |
| 500 meter  | 39,59   | 5 maart 2022     | Hamar          |
| 1000 meter | 1.14,11 | 4 december 2021  | Salt Lake City |
| 1500 meter | 1.52,47 | 12 december 2021 | Calgary        |
| 3000 meter | 3.54,86 | 1 februari 2025  | Milwaukee      |
| 5000 meter | 6.46,15 | 5 maart 2023     | Heerenveen     |

## Resultaten
| Jaar | EK Allround           | EK Afstanden                        | WK Allround             | WK Afstanden                                   | Olympische Spelen                                         | WK Junioren                                                                       |
| ---- | --------------------- | ----------------------------------- | ----------------------- | ---------------------------------------------- | --------------------------------------------------------- | --------------------------------------------------------------------------------- |
| 2017 |                       |                                     |                         |                                                |                                                           | 33e 500m 12e 1000m 08e 1500m 05e 3000m 07e allround 06e massastart 06e teamsprint |
| 2018 |                       |                                     |                         |                                                |                                                           | 25e 500m 17e 1000m 13e 1500m 09e 3000m 10e allround 14e massastart 06e teamsprint |
| 2019 | NC11 (8e, 10e, 9e, -) |                                     | NC21 (17e, 20e, 21e, -) | 19e 1500m                                      |                                                           | 15e 500m · 04e 1000m · 1500m · 3000m · allround · teamsprint                      |
| 2020 |                       | 17e 1500m                           |                         |                                                |                                                           |                                                                                   |
| 2021 | 6e (13e, 6e, 7e, 6e)  |                                     |                         | 1500m · 4e 3000m · 6e 5000m · 4e achtervolging |                                                           |                                                                                   |
| 2022 |                       | 5e 1500m · 4e 3000m · achtervolging | 4e · (9e, , )           |                                                | 18e 1000m 12e 1500m 05e 3000m 05e 5000m 06e achtervolging |                                                                                   |
| 2023 | · (4e, , )            |                                     |                         | 1500m · 3000m · 5000m · 5e achtervolging       |                                                           |                                                                                   |
| 2024 |                       | 3000m                               | 6e · (19e, , 9e, )      | 14e 1500m 5e 3000m 4e 5000m                    |                                                           |                                                                                   |
| 2025 | · (9e, , )            |                                     |                         | 7e 1500m · 4e 3000m · 5000m · 6e achtervolging |                                                           |                                                                                   |

NC = niet gekwalificeerd voor de laatste afstand, maar wel geklasseerd in de eindrangschikking